# 積遜·漢尼拔
朱利爾斯·尼雷爾·積遜·漢尼拔（1988年5月5日—），生於加拿大密西沙加，加拿大籃球運動員，司職中鋒，曾效力於香港男子甲一組籃球聯賽球隊建龍飛馬。

## 球員生涯
漢尼拔生於加拿大密西沙加，在NBA選秀後加盟斯洛文尼亞聯賽球隊霍普西波爾澤拉，可是他在全明星賽中半月板撕裂，他在伊朗聯賽球隊德黑蘭化工廠一個月後，因父親離世而回加拿大參加其葬禮，但是當他回隊後卻被球隊放棄，
結果他透過童年密友兼前NBA球員安德鲁·尼克尔森介紹下，在整個2016/17賽季在NBA球隊華盛頓巫師擔任協助球員發展的實習生，並在2017夏季獲巫師列入夏季聯賽陣容中，但只在1場比賽獲得6分鐘上陣時間，並未有得分及得到1個籃板，
2017年11月2日，他遠赴香港隨ABL冠軍球隊香港東方訓練，期間隨到菲律賓集訓1星期，結果他未有獲東方錄用，並留隊跟操，兼任球隊的陪練員以靜候上陣機會。
2018年5月2日，他於Dunk Kong2018表演賽中首次為東方龍獅上陣，協助球隊撃敗由前NBA球星馬利安帶領的Team Matrix。
直至2018年12月11日，他終於獲得首次正式比賽的上陣機會，以居港外援身分代表東方龍獅出戰第二十二屆超級工商盃國際籃球邀請賽，最終協助球隊獲得賽事的季軍。

## 外部連結
- 積遜·漢尼拔在fiba.basketball（英语）
- 積遜·漢尼拔在Sports-Reference.com（NCAA）（英语）
- 積遜·漢尼拔在Eurobasket.com（球員）（英语）
- 積遜·漢尼拔在RealGM（英语）
- 積遜·漢尼拔在Proballers（英语）
- Jasonn Hannibal （页面存档备份，存于）